# 藍氏光鰓魚
藍氏光鰓魚（學名：Chromis randalli），又稱藍氏光鰓雀鯛，是輻鰭魚綱鱸形目雀鯛科光鰓魚屬的其中一種，分布於東南太平洋復活節島海域，深度5至30公尺，體長可達15公分，棲息在近海礁石區，成群活動，以浮游生物為食，繁殖期時成對出現，雄魚會守護卵直到孵化，生活習性不明。